# Mascagnite
La mascagnite est un corps chimique minéral, le sulfate d'ammonium naturel de formule chimique développée (NH4)2SO4. Il s'agit d'un minéral évaporitique tendre et rare, de la famille des sulfates. Il était connu par les anciens chimistes sous le terme d'alcali volatil vitriolé.

## Cristallochimie
Elle cristallise dans le système orthorhombique, formant assez rarement des cristaux aciculaires et prismatiques, de couleur jaune, grise, gris jaunâtre, quelquefois incolore, qui se clivent facilement. Mais elle se présente le plus souvent en croûte ou en stalactites.
Elle est un des termes de la série minéralogique mascagnite-arcanite K2SO4.

## Propriétés physiques et chimiques
Ce minéral de faible dureté, au maximum 2,5 sur l'échelle de Mohs, est très soluble dans l'eau. Pour 100 g d'eau pure, la solubilité est mesurée à 70,6 g à 0 °C et à 103,3 g à 100 °C. 
Ses propriétés optiques dépendent de sa pureté : les formes les plus pures sont transparentes et incolores, mais certains dépôts sont opaques et gris ou jaunes.

## Géotype et gîtologie
Décrite comme espèce minérale pour la première fois en 1779 par Paolo Mascagni (1755–1815), professeur d'anatomie à l'université de Sienne avec quelques jeunes chercheurs minéralogistes qui donne au corps minéral comme racine minéralogique son nom, la mascagnite se rencontre dans les produits de sublimation des fumerolles, par exemple du Vésuve et de l'Etna en Italie.  Le topotype de ce minéral international est aujourd'hui le mont Vésuve, précisément l'ensemble géologique des monts Somma et Vesuvius, dans la province napolitaine de Campanie, en Italie.
Présente dans les sources chaudes, elle se forme aussi dans les feux de mines de charbon.
Minéraux associés : salmiac ou sal ammoniac, tschermigite, sylvite, halite, sassolite, boussingaultite, gypse, soufre, cinabre... mais aussi minerais tels que sphalérite, chalcopyrite, ammoniojarosite...

### Gisements
- Afrique du Sud
- Allemagne

mine Carola, Freital, Dresde, Saxe
- Autriche

Seegraben, Leoben, Steiermark Styrie
- Belgique

Perron à Ougrée, Seraing, province de Liège
- Bulgarie
- États-Unis
- France
- Hongrie
- Italie
- Nouvelle-Zélande
- Pays-Bas
- Pérou
- Pologne
- Royaume-Uni

Mine Bradley, Staffordshire, Angleterre
Arniston, Lothian, Écosse
- Russie

Tchéliabinsk, Oural du Sud
- Slovaquie
- Tadjikistan

Ravat, Yagnob River, Zeravshan Range
- Venezuela
- Zaïre

Kivu

## Usage
- engrais
- produit ignifugeant et retardant de flamme
- réactif de laboratoire biochimique